# Джон Джъд
Джон Джъд (на английски: John Judd) е британски инженер и конструктор на двигатели за състезателни автомобили.
Основал е, съвместно с легендата от Формула 1 Джак Брабам, компанията „Енджин Дивелъпмънтс ООД“ (Engine Developments Ltd).
Джон Джъд и ръководената от него компания разработват двигатели за множество състезателни серии (вкл. Формула 1). Неговото фамилно име носят разработените от компанията двигатели „Джъд“.
По-късно стават основен партньор на конструкторското бюро „Косуърт“, доработвайки и поддържайки техните двигатели, в множество състезателни серии.